# Theunis van Schalkwyk
Pour les articles homonymes, voir Van Schalkwyk.
Theunis Jacobus van Schalkwyk est un boxeur sud-africain né le 14 septembre 1929 à Krugersdorp et mort le 27 août 2005 à Roodepoort.

## Biographie
Theunis van Schalkwyk remporte la médaille d'or des poids moyens aux Jeux de l'Empire britannique à Auckland en 1950 avant d'être médaillé d'argent olympique des poids super-welters aux Jeux de Helsinki en 1952.